# خالد غربال (مخرج)
خالد غربال (من مواليد عام 1950 بصفاقس) هو مخرج وكاتب سيناريو تونسي.

## السيرة الذاتية والحياة المهنية
درس غربال في مركز الفنون المسرحية بتونس. ووصل إلى فرنسا عام 1970 لإكمال تدريبه المسرحي، في الجامعة الدولية للمسرح في باريس، والتحق بجامعة باريس 8 ، ثم مدرسة جاك ليكوك مايم Mouvement Théâtre. بدأ حياته المهنية كممثل ثم كمخرج مسرحي. قام لما يقرب من عشر سنوات بإخراج مسرحين للفنون في باريس.
أخرج في عام 1996 فيلم المختار كأول فيلم روائي قصير له، حيث تناول فيه قضية الأصولية وغسيل أدمغة الشباب. اختير الفيلم في العديد من المهرجانات الدولية. وفي عام 1999 سافر إلى تونس لتصوير فيلم روائي طويل بعنوان فاطمة. عُرض الفيلم لأول مرة في مدينة مهرجان كان السينمائي وفاز بعدد من الجوائز.

## الأفلام

### كمخرج
- 1996: المختار [11]
- 2001 : فاطمة [12] [13] [14]
- 2008 : هذه رحلة جميلة Un si beau voyage [15] [16] [17]
- 2015 : زعفران

## روابط خارجية
- خالد غربال في قاعدة بيانات الأفلام على الإنترنت